# 7號房的禮物
是2013年上映的韓國電影，由《方糖》和《冠軍》的導演李煥慶掌鏡，為柳承龍首部「One-Top」的電影，講述有智能障礙的父親蒙受不白之冤而入獄，其女兒長大後在法庭上為其洗刷冤屈的故事。韓國第8部超過1000萬觀影人次的本土電影，與歷年來達到該項紀錄的電影相比之下是預算最低、收益率最高的一部。

## 劇情介紹
患有智力障礙的李永谷在一家賣場當停車場泊車小弟，與女兒藝昇相依為命。永谷拿著剛領到的薪水要去買妍思期望已久的美少女戰士背包，但是在途中捲入一宗意外事件，原本永谷只是在幫因為路面濕滑摔倒而失去意識的孩子進行急救，目擊者卻誤以為他姦殺孩童。由於死者是警察廳長的女兒，在上頭的壓力下，警方為了儘快點結案而誘導永谷認罪，將他送入監獄。在獄中因為一場事故，同房的老大楊浩欠永谷一份人情，於是「7號房」的獄友決定幫他實現一個願望，把永谷思念的寶貝女兒偷偷帶進牢房......
保安科長民煥因為過去的喪子之痛，對罪犯所言一概不信，更視有著誘拐兒童、強姦殺人等罪的永谷為敗類，但是永谷善良的個性讓民煥的心逐漸動搖，開始調查事情的真相，並與妻子領養了妍思，「7號房」的獄友則協助永谷，希望他能夠洗脫罪名。因為失去女兒而感到憤怒的警察廳長卻利用永谷的智力障礙及深愛女兒的那份愛，強行逼迫他承認一切罪狀，最終永谷被宣判死刑。
12月23日，聖誕節即將來到的日子，這天也是妍思的生日，「7號房」的獄友與妍思陪伴著永谷度過最後一天，看似開心的慶生會上充滿著隱約的感傷......

## 演員陣容
| 演員     | 角色     | 介绍 | 香港配音 |
| -------- | -------- | --- | -------- |
| 柳承龍   | 李永谷   | 無辜犯，遭判幼童猥褻強姦殺害罪，只有6歲智商的父親。被警察廳長拿妍思威脅逼迫認罪，最後判處死刑。              | 招世亮   |
| 朴信惠   | 成年妍思 | 永谷的女兒。                                                                                                 | 何璐怡   |
| 葛瀟轅   | 妍思     | 永谷的女兒。                                                                                                 | 何璐怡   |
| 吳達庶   | 蘇楊浩   | 1004犯人、7號房房長，黑社會老大。出獄後成為牧師。                                                            | 潘文柏   |
| 朴元相   | 崔春豪   | 詐騙犯。 | 張錦江   |
| 金正泰   | 姜滿汎   | 通姦罪犯。                                                                                                   | 葉振聲   |
| 鄭滿植   | 申奉植   | 奉仙爸爸，搶劫犯。                                                                                           | 蕭徽勇   |
| 金基天   | 老徐     | 恐嚇罪犯。                                                                                                   | 朱子聰   |
| 朴吉秀   | 鄭狱警   | | 劉昭文   |
| 趙在允   | 金狱警   | | 李致林   |
| 趙德賢   | 崔東勳   | 靜詠的父親、警察廳長，其實心知肚明女兒的死與李永谷無關，但因無法接受女兒突然死去而無所不用其極加罪於李永谷。 | 李錦綸   |
| 鄭涵妃   |          | 妍思的班導。                                                                                                 | 曾秀清   |
| 李尹熙   |          | 保育院教師                                                                                                   | 張頌欣   |
| 趙周慶   |          | 靜詠的母親。                                                                                                 | 許盈     |
| 姜睿序   | 崔靜詠   | 警察廳長的女兒，意外死亡的小女孩。                                                                           | 羅孔柔   |
| 姜承莞   | 独眼龙   | |          |
| 李勝延   |          | 民煥的妻子                                                                                                   | 黃玉娟   |
| 呂茂英   |          | 模拟法庭法官。                                                                                               | 林國雄   |
| 尹善宇   |          | 模擬法庭檢察官。                                                                                             | 麥皓豐   |
| 李胤熙   |          | 李永谷案件的检察官。                                                                                         |          |
| 韩利进   |          | 囚犯。 |          |
| 郑熙泰   | 朴班长   | | 陳欣     |
| 全憲兌   |          | 刑事班长。                                                                                                   |          |
| 善学     |          | 急救队员。                                                                                                   |          |
| 卢江珉   |          | 妍思班级上的孩子。                                                                                           |          |
| 郑载民   | 永勋     | |          |
| 姜夏琳   | 申奉仙   | |          |
| 崔路云   | 镇旭     | |          |
| 友情出演 |          | |          |
| 朴相勉   | 朴尚勉   | 在監獄縱火的犯人。                                                                                           | 陳永信   |
| 宋怡雨   |          | 新闻主播。                                                                                                   |          |
| 特别出演 |          | |          |
| 鄭進永   | 張民煥   | 保安科長。                                                                                                   | 蘇強文   |

## 票房
本片製作費僅為35億韓元，加上宣傳行銷也不過約58億韓元，發行商NEW為韓國電影界規模排名第四，沒有自己的院線，在排片上也無優勢，但上映23天就吸引773萬名觀眾，票房高達556億韓元。上映第25天觀影人數達843萬，一舉超越2008年《急速醜聞》所創下的喜劇片票房最佳紀錄（約822萬人次）。2013年2月23日（上映第32天），成為韓國影史上第8部觀影人數達1,000萬的本土電影，3月9日（上映第46天）觀影人數突破1,200萬。最終觀影人次為12,811,206人次。

## 獎項
第50屆大鐘獎被提名12項為入圍最多者，共獲得4個獎項。柳承龍與《觀相》的宋康昊並列影帝，同時入圍女主角獎和女新人獎的童星葛瀟轅雖然未得到其中一個獎項，但獲頒評審委員特別獎。

### 獲獎情況
| 年份 | 頒獎典禮                     | 獎項                | 獲獎者 |
| ---- | ---------------------------- | ------------------- | ------ |
| 2013 | 第49屆百想藝術大賞           | 電影部門 大賞       | 柳承龍 |
| 2013 | 第49屆百想藝術大賞           | 電影部門 女子人氣獎 | 朴信惠 |
| 2013 | 2013 Mnet 20's Choice Awards | 20′s最佳電影男星    | 柳承龍 |
| 2013 | 第50屆大鐘獎                 | 男主角獎            | 柳承龍 |
| 2013 | 第50屆大鐘獎                 | 評審委員特別獎      | 葛瀟轅 |
| 2013 | 第50屆大鐘獎                 | 劇本獎              | 李煥慶 |
| 2013 | 第50屆大鐘獎                 | 企劃獎              |        |
| 2013 | 第33屆韓國電影評論家協會獎   | 最佳女配角獎        | 朴信惠 |
| 2013 | 第34屆青龍電影獎             | 最多觀影數獎        |        |

## 外部連結
- NAVER上《7號房的禮物》的資料
- 互联网电影数据库（IMDb）上《7號房的禮物》的资料（英文）
- Yahoo奇摩電影上《7號房的禮物》的資料（繁體中文）